# كازوتو نيشيدا
كازوتو نيشيدا (باليابانية: 西田 一翔) (28 أبريل 1998 في هيوغو في اليابان – )؛ هو لاعب كرة قدم ياباني سابق كان يلعب كلاعب وسط.

## وصلات خارجية
- كازوتو نيشيدا على موقع رابطة كرة القدم اليابانية للمحترفين (اليابانية)